# Francesca Forrellad i Miquel
Francesca Forrellad i Miquel (Sabadell, 17 de maig de 1927 - 2 de març de 2013) va ser una escriptora catalana, germana bessona de Lluïsa Forrellad.
L'any 1949 va escriure L'esperat, un text dramatúrgic en vers que tractava del misteri de Nadal. Dos anys més tard, el 1951, el Quadre Escènic de la Puríssima va estrenar la seva segona obra de teatre, Ponç Pilat, una versió de la Passió, que va tenir un gran èxit a Sabadell. Com a escriptora, Forrellad no va tornar a publicar fins al 2009, als 81 anys, amb la seva primera novel·la, La vostra sang, basada en la vida de Guifré el Pilós i escrita després de vint anys de documentar-se.